# トバルNo.1
『トバルNo.1』（TOBAL No. 1、トバル ナンバーワン）は、1996年8月2日にスクウェア（現スクウェア・エニックス）から発売されたPlayStation用3D対戦型格闘ゲーム。制作はドリームファクトリー。後に続編『トバル2』が発売された。

## 概要
スクウェアのPlayStation参入第1弾タイトルとして発売された。開発に『鉄拳シリーズ』（ナムコ）や『バーチャファイターシリーズ』（セガ）の主要スタッフが集まって設立したドリームファクトリー、キャラクターデザインに鳥山明という人材が起用された。また、翌年発売予定となっていた『ファイナルファンタジーVII』（以下『FFVII』）の体験版が収録されたディスク「SQUARE'S PREVIEW」が付属されている。世界累計販売本数は92万本。
2007年1月25日には廉価版「レジェンダリーヒッツ」としてスクウェア・エニックスから再発売された。こちらはディスク1枚となっており、『FFVII』の体験版は付属していない。
また、2007年12月12日にはケータイゲームポータルサイト「スクエニモバイル」において、ケータイ向け対戦型格闘ゲーム『トバルM』が配信された。『トバル』シリーズのゲームシステムや世界観を踏襲しつつ、ケータイ用にアレンジされている。操作モードは携帯電話向けに片手で操作ができる「簡単操作モード」と本格的なバトルが楽しめる「通常操作モード」の2種類があり、「AI育成モード」や「AIサイバイバルモード」なども搭載されている。
ストーリーは惑星トバルを舞台とした闘技会「第98回 TOBAL No.1」で展開される。地球歴2048年、格闘マニアであるトバルの王・ウダン皇帝が支配する惑星で200日に1度開催される格闘技大会に参加した地球人や異星人、ロボットたちが入り混じってトバルNo.1を目指す。

## ゲームシステム
3つのボタンに上段攻撃・中段攻撃・下段攻撃が割り当てられ、それらと方向キーとの組み合わせによって技を出す。攻撃をパンチやキックといった「手段」ではなく上・中・下という「属性」に抽象化したことで、それまでの格闘ゲームにおいて必要悪であった「しゃがみパンチ」などの不自然な現象をなくすことができ、また任意に中段攻撃を出せるため常に緊張感のある駆け引きを楽しむことができるようになっている。
移動は方向キーによって行い、原則として左右キーで前後方向へ、上下キーで奥行き方向へ移動する。ガードはR1によって行う。R1を押しながら攻撃ボタンを押すとそれぞれの強攻撃となるが、中段ボタンの場合は「つかみ」となる。「つかみ」は柔道の「組み手」のようなもので、相手をつかんだあとは、相手を動かす・打撃を加える・投げ飛ばすの三種類から行動を選ぶ。つかまれた側も状況に応じた反応することで相手から主導権を奪い返すことができる。R1を押しながら下キーを押すと下段ガードになり、ジャンプはL1で行う。
現在ではこうした操作系統は珍しくないが、発売当時は実験的と言えるほど新しいものだった。特にトリガーボタンを活用した操作方法はコンシューマーゲームのコントローラパッドで三次元空間を自由に移動するのに適したもので、のちに3Dアクションゲームなどでこの操作系統が引き継がれることとなる。
ステージは正方形のリングで、リングの外に出るとリングアウトとなり、負けとなる。全体的に一撃が重く、また重力が大きめに設定されている。
本作のシステムは続編の『トバル2』で大幅に改良を加えられ、その後も『エアガイツ』、『バウンサー』とそれぞれのゲームデザインに見合った変更を施されながら踏襲されていくこととなった。

## キャラクター

### デフォルトキャラクター
チュージ・ウー (CHUJI-WU)
声：緑川光
地球出身で、新中人の父と日本人の母の間に生まれる。年齢17歳、身長175cm、体重70kg。幼いころに両親を亡くし、祖父、姉と共に惑星トバルに移り住んだ。学校に通いながら鉱山で働いている。派手な技が多い。根は明るいがやや短気でシンプル思考。武術の基本は祖父から多少習ったが、ほとんど独学で身につけた運動の天才。チュージという名は、母が「宇宙」にかけてシャレでつけたもの。
エポン (EPON)
声：永島由子
外見は地球人と変わらないが、惑星トバルの衛星の1つであるキッタイク星出身。年齢18歳、身長167cm、体重50kg。普段は物静かだが悪人は放っておけないワイルドな性格。自分より強いボーイフレンドを求めているわけではないが周囲から敬遠されており、それならそれでいいと開き直っている。パワーはないがスピードが速く、手数の多さで勝負する。
オライムス (OLIEMS)
声：青野武
トバル生まれのキエンタック星人。年齢19歳、身長198cm、体重110kg。鳥人のような姿をしている。キエンタック星人は平均寿命が40歳前後と比較的短命であり、彼は中年にあたる。モルモラン鉱山で働いているが、チュージとは別の鉱山町なので面識はない。哲学的で心優しい性格。面倒見がよく何でも相談に乗り、その風貌から地球人からは「ニワトリさん」と呼ばれており、尊敬もされている。2人の子供と1個の卵の父親である。ミミズが大好物。発達した筋肉を生かし、強力な打撃を得意とする。
ホム (HOM)
声：龍田直樹
武術を学んだ作業用ロボット。製造年数20年、身長180cm（攻略本では203cm）、体重150kg。鉱山で働くロボットとして生まれたが、第66回大会で優勝したフェイ・プウスーに憧れて弟子となり、格闘術を身につけた。17年間修行を続けた根性の持ち主だが、とぼけた性格をしておりトリッキーな技を使いこなす。特定のコマンドを入力すると機能停止する。
「ホム」という名は「恐ろしいヤツ」という意味。胸には「餛飩」（ワンタン）という文字が書いてある。鳥山明の設定によると、これはホムが師匠であるフェイに「大好きな文字」を書いてほしいと頼んだところ、フェイの好物であるワンタンを書かれたもの。
フェイ・プウスー (FEI-PUSU)
声：八奈見乗児
地球人で、台湾出身とされるが詳細は不明。年齢不詳（推定70歳ほど）、身長161cm、体重50kg。自らを回転させてパワー不足を補う諸猛拳の使い手。第66回大会でウダン皇帝に勝利し、史上2人目のナンバーワンの座についた格闘家。その時の賞品である1ズンのモルモラン鉱石を約10億円の金に替えたが、特に優雅な暮らしはしておらず何に使ったかは不明。頑固者で人間嫌いだが、ホムに対しては心を開いている。今回、ホムに付き合って再び大会に出場することになった。老いているが技の切れは健在で、スピードの速い技を繰り出す。
イール・ゴガ (ILL-GOGA)
声：郷里大輔
惑星トバルの衛星の中で一番小さい星であるワコイバヤイ星の出身。年齢不詳、身長201cm、体重180kg。竜人のような姿をしている。凶暴で粗野だが、読書が趣味という一面がある。同じワコイバヤイ人である憧れの彼女に素敵な鼻輪をプレゼントして結婚に持ち込みたいと思っており、恋愛を成就させるために大会に参加した。見た目どおりのパワーが自慢。シッポ攻撃も強烈。
マリー・イボンスカヤ (MARY-IVONSKAYA)
声：中友子
地球人でロシア系フランス人。年齢32歳、身長189cm、体重140kg。男女混合で競うスーパープロレスのチャンピオン。腕試しと優勝賞金を目当てに参加した。プロレス仕込みの破壊力ある打撃・投げを得意とする。3歳になる一人息子がいる。涙もろく、ワイルドでありながら上品な母親。開発段階では技に「パフパフ」があったが、没になっている。
グリン カッツ (GREN KUTS)
声：神谷明
地球人で、イギリスの大富豪カッツ家の次男。年齢17歳、身長175cm、体重70kg。頭脳明晰で格闘技の天才であり、それに驕らない紳士的な性格。15歳で武道のチャンピオンになって以来負け知らず。腕試しのためにトバルにやってきており、マリー・イボンスカヤをライバル視している。切れ味鋭い技と多彩なコンビネーションが武器。

### ボスキャラクター
ムーフー (MUFU)
声：龍田直樹
惑星トバルからやや離れたジャルング星の出身。年齢不詳、身長221cm、体重60kg（攻略本では160kg）。緑深い辺境の原住民で、宇宙船を使わずにトバル星までやってきた。全てが謎に包まれた存在で、言葉が全くわからず、「ムーフー」というのも名前を問われた時に「ムーフー」と言ったに過ぎない。元々は選手の1人だったが、フェイの2度目の優勝を阻止するため、ウダン皇帝に急遽スカウトされて参加した。リーチの長いパンチ・キックで相手を寄せ付けない。
怪人ノーク (NORK THE MYSTERIOUS)
声：佐藤正治
遠く離れたイルドアーボ星の出身。年齢不詳、身長304cm、体重350kg。イルドアーボ星からウダン皇帝自らスカウトしてきた、ウダン皇帝直属の用心棒。少し頭が弱い点がウダンの悩みのタネだが、パワーは抜きん出ており強さにおいては信頼を寄せられている。その巨体から繰り出される技の破壊力はすさまじく、短時間で相手をねじ伏せる。
プレイヤーキャラクターとしては、ミニバージョンであるSノーク（スノーク）が使用可能になる。
ウダン皇帝 (EMPEROR UDAN)
声：古川登志夫
惑星トバル（本星）出身。年齢不詳、身長152cm、体重45kg。惑星トバルの支配者にして最強の格闘家。この大会の主催者。小柄な体格で切れ味鋭い技を次々と繰り出す。
元々トバルにやってきた異星人の中から格闘センスの優れた者を闘わせて楽しんでいたが、地球人の中になかなか優れた格闘の素質を見出し、彼らを歓迎した。
クエストモードでは居城の地下深くに自ら作ったダンジョンに挑戦者たちを送り出し、地底にあるモルモラン鉱石の塊（スーパーモルモラン）を見つけた者にそれを与えることを約束する。ただし、スーパーモルモランを手に入れるには最深部で待ち構えるウダン皇帝に勝たなければならない。

### 隠しキャラクター
鳥山ロボ (TORI)
キャラクターデザインを担当した鳥山明が自ら隠れキャラクターとなり登場。漫画のような挙動の技を多く持つ。
鳥山明は「わしを出すんなら一番強くなきゃ嫌、と言っておいたら本当に強くなってしまった」と語っている。

## ゲームモード
- トーナメントモード - 対戦を重ねていき、最終戦でウダン皇帝に勝利することが目的。
- 対戦モード - 対人戦ができるモード。
- プラクティスモード - ダミーを相手に練習することができる。技のダメージ量や投げ抜けのタイミングなども確認できる。
- クエストモード - 次項参照。

## クエストモード
ローグライクを本作のシステムでアレンジしたアクションRPG風のモードで、最深部にある宝物を目指してさまざまなモンスターが待ち受けるダンジョンを攻略する。ダンジョンには以下の5つがあり、最初はプラクティスしか選べないが、クリアしていくことで次のレベルのダンジョンに入れるようになる。なお、マップがランダム生成されるのはウダンズダンジョンのみ。
- プラクティス（レベル1） - 全3層。
- エピソード1（レベル2） - 全4層。クリアするとSノークが使えるようになる。
- エピソード2（レベル3） - 全5層。クリアするとムーフーが使えるようになる。
- エピソード3（レベル4） - 全8層。クリアするとウダンが使えるようになる。
- ウダンズダンジョン（レベル∞） - 全30層。クリアすると鳥山ロボ（TORI）が使えるようになる。

### ダンジョン内の罠
ウダンズダンジョンを除くダンジョン内には様々な罠が仕掛けられている。
穴
落ちるとダメージを受け、元の場所に戻る。
剣
床に剣が刺さっているが、近づくとその周りを回っている小剣が飛んできてダメージを与える。大剣にダメージを与えれば消滅する。
仕掛け床
踏むと前方から弾が飛んできて、これを受けるとダメージ。しかしこれは通路の端にいればよけられる。
レーザー格子
行く手を阻むように床から天井へ数本のレーザー光線が張られており、触れるとダメージを受ける。スイッチを探し出して電源を切れば消滅して通過できるようになる。
岩
一定の経路を転がっている大岩。触れるとダメージを受ける。モンスターもダメージを受ける。

## その他
- ダブルノックアウトなどで既定ラウンド内に決着がつかなかったときはサドンデスモードになる。サドンデスモードでは技の硬直がすべてキャンセルされる特殊な状態で戦う。
- タイトル画面後のデモは直前に戦った相手が2P側になる。そのためクエストモードで遊んだあとはデモにモンスターが現れることがある。ただしノークなど一部のキャラクターは反映されない。

## 設定
本作のキャラクターデザインや設定、世界観は鳥山明が手がけている。

### キャラクター設定について
鳥山明により、本作に登場するキャラクターは「格闘ゲームであること」、「3Dで表現されること」を考えて描き下ろされた。そのため、小さいキャラクターで大きなキャラクターを倒す、イールやオライムスなどの人間以外のキャラクターとの対戦などバラエティあふれる格闘を実現するために、キャラクターに様々な体格差や身体的特徴をつけたという。チュージとグリンはライバル同士という位置づけにあるため、年齢、身長、体重はまったく同じ（17歳、175cm、70kg）に設定されている。また、動かした時に違和感が出ないように現実の人間らしくするため、頭身は高めに統一し目は小さめに描かれている。キャラクターの名前は鳥山によりシャレでつけられた。
なお、鳥山は個人的に気に入っているキャラクターとしてフェイ、ホム、マリーを挙げている。

### 作中用語
惑星トバル（わくせいトバル）
トバル星（トバルせい）とも呼ばれる。地球歴2027年に地球の宇宙探査船が辺境で偶然発見した、10数個もの衛星を持つ惑星。重力は地球よりも小さい。トバルの大気は地球人にとって理想的であり、汚染が進んだ地球より多くの自然が残っている。この星は究極のエネルギーともいえるモルモラン鉱石の産出星で多くの異星人が集まっており、トバルの王であるウダン皇帝により快く受け入れられている。2029年から本格的に地球からの移住が始まったが、鉱山業が中心であるため出稼ぎ感覚で一攫千金を狙ったハングリーな連中が数万人ずつといった程度であり、めったに大金が手にできたわけでもなく地球で働くよりは多少マシというものだった。
元々は遠く離れたトバルという星の大爆発から脱出し、この星に流れ着いたウダンの両親が故郷と同じ名をつけたもの。その後しばらくしてウダンの父親がモルモラン鉱石を発見して城を築くことになり、ウダンが生まれた。トバル星人は好戦的ではないものの並外れた戦闘力の持ち主で長寿だが、両親はすでに亡くなりウダンが最後のトバル星人だとされる。
TOBAL No.1（トバルナンバーワン）
200日に1度開催される、格闘技マニアであるウダン皇帝主催の闘技会。トバル1の座を競う大会であり、優勝者は名誉と共に莫大な富を得ることができる。
ルールは単純で体力・気力を失いダウンするか場外に落ちれば負けとなり、引き分けはない。武器や防具、超能力は使用禁止で、専用のグローブとシューズを着用しなければならない。闘技会のリングは異次元ルーレットで決定される。
まず予選で8人の挑戦者が選出され、この時点で3オーモ（地球での約1.4キログラム、300万円相当の価値）のモルモラン鉱石が賞品として与えられる。残った8人で闘い、1人勝つごとに1オーモずつが追加されるが、対戦相手7人全員に勝つことができた場合は「スーパートバルマン」の称号が与えられ、特別に30オーモの鉱石が渡される。スーパートバルマンはナンバーワンにチャレンジすることが可能で、ウダン皇帝が用意した怪人ノークとウダン皇帝自身との闘いに勝てば1ズン（1000オーモ）のモルモラン鉱石が与えられるが、負けるとそれまでの鉱石をすべて失うことになる。これまでナンバーワンの座に就いた者は2人存在する。
本作の舞台である第98回大会はリング上の重力が地球タイプに設定されているが、続編『トバル2』の第99回大会ではトバル星タイプに設定されており、相手を空高く吹き飛ばすことが可能となっている。
モルモラン鉱石（モルモランこうせき）
少量でも莫大なパワーが得られるため、究極のエネルギーとも呼ばれる鉱石。惑星トバルはその産出星でもあり、一獲千金を夢見る夢見る異星人たちが集まっている。
闘技会「TOBAL No.1」でウダン皇帝に勝利した者のみに贈られるモルモラン鉱石は「王者の石」と呼ばれ、ホムの動力源としても使われていることが続編『トバル2』で判明する。

## スタッフ
- ディレクター / ゲームデザイン：石井精一
- メインプログラマー / ゲームデザイン：池淵徹
- キャラクターデザイン：鳥山明
- 音楽：光田康典、伊藤賢治、川上泰弘、笹井隆司、下村陽子、仲野順也、濱渦正志、松枝賀子
光田とGUIDOが統轄的立場を務めると共に、アレンジを担当している。
- エグゼクティブプロデューサー：橋本真司
- スーパーバイザー：坂口博信

## 関連商品
CD
| 発売日        | タイトル                                          | 規格品番   | レーベル     | 備考 | 最高位 |
| ------------- | ------------------------------------------------- | ---------- | ------------ | --- | ------ |
| 1996年8月21日 | TOBAL No.1 Original Sound Track                   | SSCX-10001 | デジキューブ | 本作のオリジナル・ゲーム音楽集。ボーナストラックとしてゲーム未収録曲とTVCF曲を収録。                                                                          | ー     |
| 1996年9月21日 | TOBAL No.1 REMIXES ELECTRICAL INDIAN              | SSCX-10002 | デジキューブ | 本作のサウンド・アレンジ・ユニット「GUIDO」によるリミックス・アルバム。                                                                                       | ー     |
| 2010年9月15日 | SQUARE ENIX BATTLE TRACKS Vol.2 SQUARE 1996〜1998 | SQEX-10200 | SQUARE ENIX  | スクウェア・エニックスの発売するゲームの中で戦闘シーンの楽曲をオリジナルのまま収録したコンピレーション・アルバム第2段。「VOLCANIC ZONE」「Knee Drop」を収録。 | ー     |

攻略本
- Vジャンプブックス ゲームシリーズ TOBAL No.1 PART1 プレイングマニュアル - 集英社、1996年9月3日、ISBN 978-4-08-108040-3
- Vジャンプブックス ゲームシリーズ TOBAL No.1 PART2 ザ・パーフェクト - 集英社、1996年10月1日、ISBN 978-4-08-108041-0

楽譜
- 楽しいバイエル併用 トバルナンバーワン - ドレミ楽譜出版社、1997年2月20日、ISBN 978-4-81-082693-7